# NGC 5515
NGC 5515 é uma galáxia espiral (Sab) localizada na direcção da constelação de Boötes. Possui uma declinação de +39° 18' 36" e uma ascensão recta de 14 horas, 12 minutos e 38,1 segundos.
A galáxia NGC 5515 foi descoberta em 16 de Maio de 1787 por William Herschel.